# ديفيريبرون
ديفيريبرون هو دواء يتمخلب بالحديد ويستعمل في علاج التحميل المفرط للحديد في الثلاسيمية الكبرى.
رخص استعماله أول مرة في علاج الثلاسيمية الكبرى في عام 1994 وقد حصل على الترخيص أولا في أوروبا وآسيا لكنه انتظر سنوات عديدة قبل ترخيصه في كندا والولايات المتحدة. ففي 14 أكتوبر 2011, حصل على موافقة في الولايات المتحدة تحت برنامج الترخيص المعجل لإدارة الغذاء والدواء.

## التسويق
تنتجه شركة أبوتكس الكندية تحت اسم تجاري هو Ferriprox.